# 伯母殺人事件
『伯母殺人事件』（おばさつじんじけん、The Murder of My Aunt）は、1934年に発表された推理作家リチャード・ハル作の長編推理小説である。
日本では数多くの出版社から刊行されており、大久保康雄や乾信一郎、中村能三が翻訳を行った。『伯母殺し』の邦題もある。

## 内容
この作品は著者の処女作ながらも犯人の視点から事件を描く倒叙形式の名作として知られ、フランシス・アイルズ（アントニイ・バークリー）『殺意』、F・W・クロフツ『クロイドン発12時30分』とともに倒叙三大名作の一つにも数えられる。
ただ、その内容は犯罪遂行後、探偵役が登場し犯人を追い詰めていくといったものではなく、また最後に明かされる衝撃的な事実もあって本作を純粋な倒叙と呼べるかは微妙な点でもある。

## あらすじ
ウェールズの小さな町ルウールの外側にあるブラインモーアという家にエドワードは伯母のミルドレッドとともに住んでいた。エドワードは口やかましい伯母を苦々しく思っていたものの財布のヒモは伯母が握っており出て行くこともできない。そしてある日起こったいさかいから、彼は自らの自由とその財産を手に入れる為に伯母を殺害する方法を考えるようになる。

## 登場人物
- エドワード　- 主人公。自分を束縛する伯母を殺そうとたくらむ。
- エミルドレッド　- エドワードの伯母。エドワードを金銭面でも厳しく管理している。

## 特記事項
- クリスティの「アクロイド殺し」や、クロフツの「ポンスン事件」などと同様、タイトルに意味と工夫がある。

## 邦訳情報
- 世界推理小説全集 64 東京創元社 1957 
  - 伯母殺人事件 / リチャード・ハル 著 大久保康雄　訳
- 伯母殺し リチャード・ハル 著,乾信一郎 訳 早川書房  1958(世界探偵小説全集 ; 第359)
- 伯母殺人事件 リチャード・ハル 著,大久保康雄 訳 東京創元社  1960(創元推理文庫)
- 世界推理名作全集 第8 (アイルズ,ハル,セイヤーズ)  中央公論社 1960
  - 殺意(アイルズ著 中村能三訳) 伯母殺人事件(ハル著 中村能三訳) 疑惑,アリババの呪文(セイヤーズ著 河野一郎訳)
- 世界名作推理小説大系 第16 東京創元社  1961
  - 伯母殺人事件 / リチャード・ヘル 著大久保康雄 訳
  - 殺意 / フランシス・アイルズ 著大久保康雄 訳
- 伯母殺人事件 リチャード・ハル 著,中村能三 訳 角川書店  1972(角川文庫)
- 伯母殺し リチャード・ハル 著,乾信一郎 訳 早川書房  1983(ハヤカワ・ミステリ文庫)